# Емілі Темпл-Вуд
Емілі Темпл-Вуд (англ. Emily Temple-Wood; нар. 24 травня 1994, Чикаго, Іллінойс, США) — американська вікіпедистка (псевдонім Keilana) та лікарка. Відома зусиллями з протидії наслідкам та причинам сексизму у Вікіпедії, зокрема, шляхом створення статей про науковиць. Віцепрезидент Фонду Вікімедія в окрузі Колумбія, голова фонду Вікімедіа, членкиня ради директорів. Членкиня правління Фонду Wiki Project Med та резидентка Вікіпедії в Національному інституті охорони праці. Переможниця премії Вікімедієць 2016 року.

## Життєпис
Емілі Темпл-Вуд відвідувала школу Avery Coonley в місті Даунерс-Гроув, штат Іллінойс. У травні 2016 року вона закінчила університет Лойола в Чикаго за спеціальністю «молекулярна біологія» та «арабські та ісламські» студії. Восени 2016 року  розпочала медичну програму в університеті Середнього Заходу в Чикаго. 

## Робота у Вікіпедії
Емілі Темпл-Вуд отримала висвітлення в національній пресі за створення статей у Вікіпедії про науковиць та активність зі збільшення представництва жінок у Вікіпедії.  
Перше редагування у Вікіпедії Емілі Темпл-Вуд зробила у 2005 у віці 10 років. Вперше почала працювати з вебсайтом у 12. Про жінок-науковиць почала писати, коли навчалася в середній школі.
  

У 2007 році стала адміністраторкою Вікіпедії та працювала в Арбітражному комітеті з 2016-2017 років. З 2012 року Темпл-Вуд написала сотні сторінок Вікіпедії про науковиць. 
Емілі Темпл-Вуд також організовувала редагування у музеях та бібліотеках з метою збільшення представництва науковиць у Вікіпедії.У жовтні 2015 року вона сказала The Atlantic, що виявила 4400 науковиць, про яких не написано статті у Вікіпедії, хоча кожна з них була достатньо помітною. 
За свій внесок та діяльність Емілі Темп-Вуд була названа Вікімедійкою року в 2016 році разом з Розі Стівенсон-Ґуднайт.

## Публікації
- Temple-Wood, Emily (2017). «Rewriting the History of Women in Science». Scientific American. 317 (3): 70–71. doi:10.1038/scientificamerican0917-70. PMID 28813402.
- «Wikipedia and the New Web». Facebook Nation. Springer New York. October 1, 2014. — pp. 189–199. — ISBN 978-1-4939-1739-6.
- Temple-Wood, Emily; Silva, Diane. Exploring the Role of Raw in the Embryonic Nervous System. 56th Annual Drosophila Research Conference. Genetics Society of America. March 4–8, 2015
- Temple-Wood, Emily (April 12, 2016). «It's Time These Ancient Women Scientists Get Their Due». Nautilus. Reprinted in The Best American Science and Nature Writing 2017. Jahren, Hope, editor. Boston. ISBN 9781328715517. OCLC 1004672002.
- Silva, Diane; Olsen, Kenneth W.; Bednarz, Magdalena N.; Droste, Andrew; Lenkeit, Christopher P.; Chaharbakhshi, Edwin; Temple-Wood, Emily R.; Jemc, Jennifer C.; Singh, Shree Ram (November 29, 2016). «Regulation of Gonad Morphogenesis in Drosophila melanogaster by BTB Family Transcription Factors». PLOS One. 11 (11): e0167283. doi:10.1371/journal.pone.0167283. PMC 5127561. PMID 27898696.